# Aegotheles wallacii
Aegotheles wallacii là một loài chim trong họ Aegothelidae.